# Euphorbia antonii
Euphorbia antonii es una especie fanerógama perteneciente a la familia de las euforbiáceas. Es endémica de Uruguay.

## Taxonomía
Euphorbia antonii fue descrita por Robertus Cornelis Hilarius Maria Oudejans y publicado en Phytologia 67: 44. 1989.
Etimología
Euphorbia: nombre genérico que deriva del médico griego del rey Juba II de Mauritania (52 a 50 a. C. - 23), Euphorbus, en su honor – o en alusión a su gran vientre –  ya que usaba médicamente Euphorbia resinifera. En 1753 Carlos Linneo asignó el nombre a todo el género.
antonii: epíteto otorgado en honor del botánico político y religioso uruguayo, Dámaso Antonio Larrañaga (1771 - 1841).
Sinonimia
- Euphorbia lanceolata Larrañaga[5]